# فخر الدين قوجة
فخر الدين قوجة (بالتركية: Fahrettin Koca) (ولد في يناير 1965 في مدينة قونية في تركيا) هو وزير الصحّة التركي وعضو في حزب العدالة والتنمية الذي يترأسه الرئيس التركي رجب طيّب أردوغان 

## حياته الشخصية
فخر الدين قوجة يعرف اللغة الإنجليزية، وهو متزوج ولديه أربعة أبناء 

## حياته العلمية والسياسية
أتم تعليمه الابتدائي والمتوسط في المدينة التي ولد بها، بينما أنهى من تعليمه الثانوي في ولاية بورصة. تخرج من كلية الطب بجامعة إسطنبول عام 1988 
وتخصص في قسم طب الأطفال من كلية طب جراح باشا بإسطنبول وأصبح استشاريًا عام 1995 
وعمل طبيبًا ومديرًا طبيًا في العديد من المؤسسات الصحية، وكان له دور كبير في إحراز تركيا تقدمًا كبيرًا في مجال الطب من خلال التحول الكبير في السياسات التي طبقها بالمؤسسات والهيئات الصحية التي ترأسها 
وترأس مجلس أمناء جامعة مديبول التي أسستها عام 2009 مؤسسة الصحة والبحوث التربوية (TESA) التي يترأسها بنفسه.
وهو أيضًا عضو بجمعية طب الأطفال التركية، وجمعية الأيض والتغذية لدى الأطفال، ولجنة المهن الصحية لغرفة تجارة إسطنبول (ITO)، وجمعية المؤسسات الصحية للمستشفيات الخاصة (OHSAD) 
وفي الوقت نفسه يشغل منصب نائب رئيس مجلس العلاقات الاقتصادية الخارجية (DEIK)، ومجلس الأعمال بلجنة التعليم. وهو أيضًا رئيس جمعية مستشفيات الجامعة الوقفية.